# Święte góry

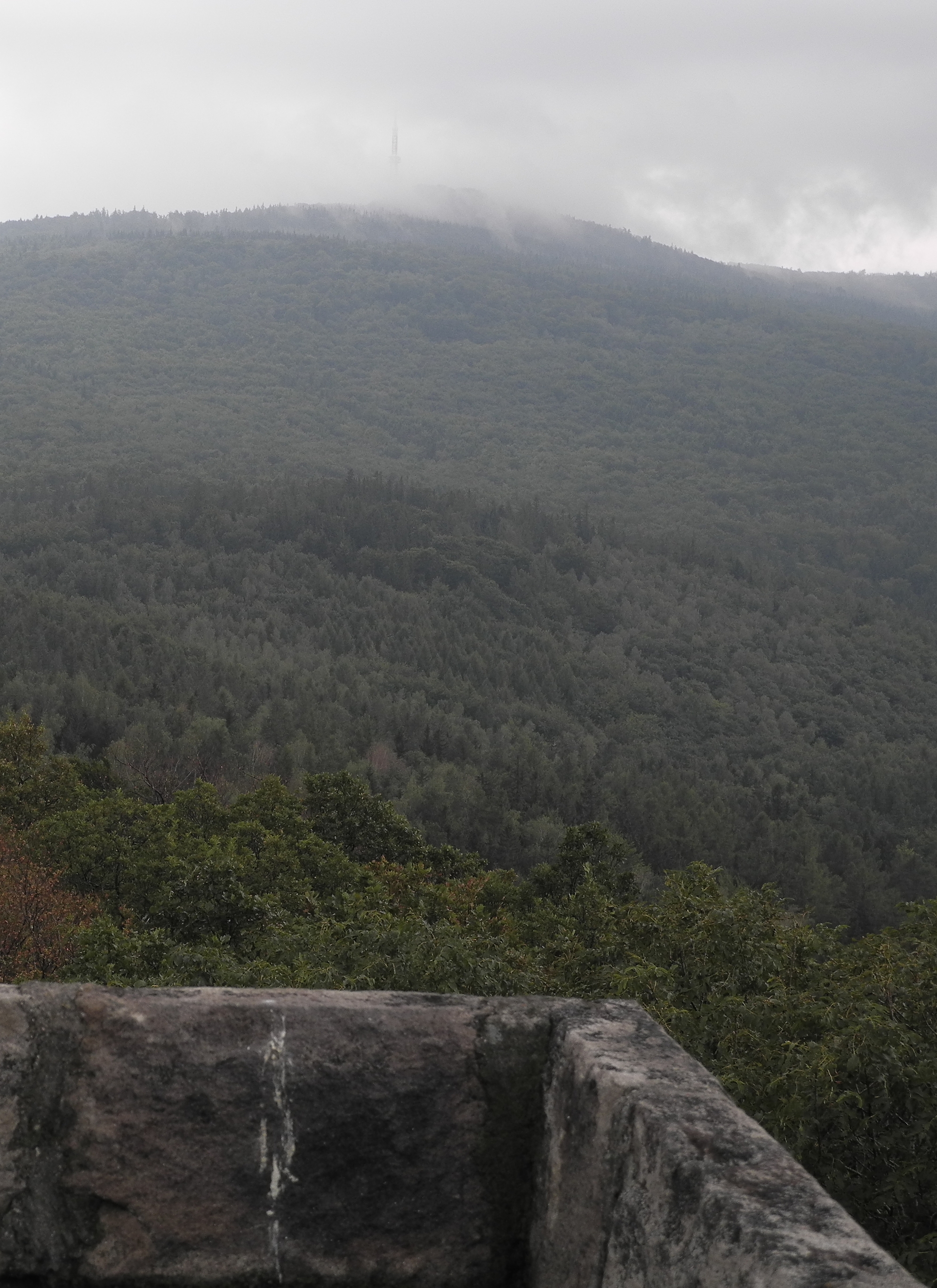
Ślęża, jedna ze świętych gór

Święte góry – góry otaczane w danej kulturze specjalną czcią. Góry od tysiącleci były otaczane czcią, co spowodowane było najczęściej ich majestatycznością, niedostępnością, tajemniczością. Góry często spowite chmurami, przynoszącymi groźne burze, uznawano za siedziby bogów (Olimp, Syjon, Ślęża). Góry były groźne i ludzie zapuszczali się w nie bardzo rzadko - były one siedzibą złowrogich mocy, dusz zmarłych. Jednocześnie pojedyncze, wystające ponad równinę góry budziły szacunek, były symbolem mocy i trwałości (w wielu kulturach funkcjonując np. jako jedno z wyobrażeń osi kosmicznej, Axis mundi). Góry były więc zarówno przedmiotem kultu, jak i szczególnym miejscem kultu.